# Walter Slezak

Walter Slezak, Fotografie (um 1928) von Alexander Binder

Walter Slezak, Fotografie (um 1928) von Alexander Binder

Walter Slezak (* 3. Mai 1902 in Wien, Österreich-Ungarn; † 21. April 1983 in Flower Hill, New York, Vereinigte Staaten) war ein österreichisch-US-amerikanischer Film- und Theaterschauspieler.

## Leben
Walter Slezak war der Sohn des Operntenors Leo Slezak und der Schauspielerin Elsa Wertheim. Die Sängerin Margarete Slezak (1909–1953) war seine Schwester, die Schauspielerin Erika Slezak (* 5. August 1946 in Hollywood, Kalifornien) ist seine Tochter.
Slezak studierte anfänglich Medizin, entschied sich dann aber für den sicheren Beruf eines Bankangestellten. Sein Freund Michael Curtiz überredete ihn 1922, eine Rolle in dessen Film Sodom und Gomorrha zu übernehmen. Slezak verzichtete auf die Banklaufbahn und konzentrierte sich von da an ganz auf das junge Medium Film. In jenen Tagen noch ein schlanker Jüngling, spielte er den romantischen Liebhaber in einer Reihe von deutschen Stummfilmen.
1930 versuchte sich Slezak am Broadway und debütierte in der Produktion Meet My Sister. Er fand Geschmack und blieb zwölf Jahre der Bühne treu. Mittlerweile ganz in die Vereinigten Staaten gezogen, erhielt er 1936 die amerikanische Staatsbürgerschaft. Gewichtsprobleme zwangen ihn zum Umstieg ins Charakterfach. 1942, in seinem ersten Film in der neuen Heimat, Es waren einmal Flitterwochen, mimte Slezak den Ehemann von Ginger Rogers. 1943, zwei Jahre vor Ende des Zweiten Weltkrieges, hatte er einen seiner bekanntesten Auftritte in Hitchcocks Das Rettungsboot. In seiner differenzierten Darstellung als kompetenter und verschlagener Nazi-Kapitän Willy gelangt er nach der Versenkung eines amerikanischen Passagierschiffes und gezwungen durch den Untergang seines eigenen U-Bootes an Bord des Rettungsbootes der Amerikaner, auf dem er schließlich das Kommando übernimmt.
Seine Fähigkeit, sowohl schurkische als auch komische Rollen darstellen zu können, verband er in Filmen wie Das Korsarenschiff (1944) oder Die sündige Stadt (1949). Bis Anfang der 1970er Jahre folgte Film auf Film, zunehmend in komischen Rollen mit prominenten Partnern und mit stetig wachsender Popularität. Dazwischen machte Slezak immer wieder Ausflüge an die Bühne und seine Rolle als Cesar im Musical Fanny brachte ihm 1955 den Tony Award ein. 
Zudem trat er ab den 1950er-Jahren in vielen Fernsehserien auf. Zwar arbeitete er weiter vor allem in den Vereinigten Staaten, doch von 1965 bis 1966 hatte er im deutschen Fernsehen auch seine eigene Revue-Show Mein lieber Schwan. In der Fernsehserie Batman verkörperte er in zwei Folgen den Schurken Clock King. Zuletzt stand er 1980 für zwei Episoden der Fernsehserie Love Boat vor der Kamera, danach musste er sich aus gesundheitlichen Gründen zurückziehen.

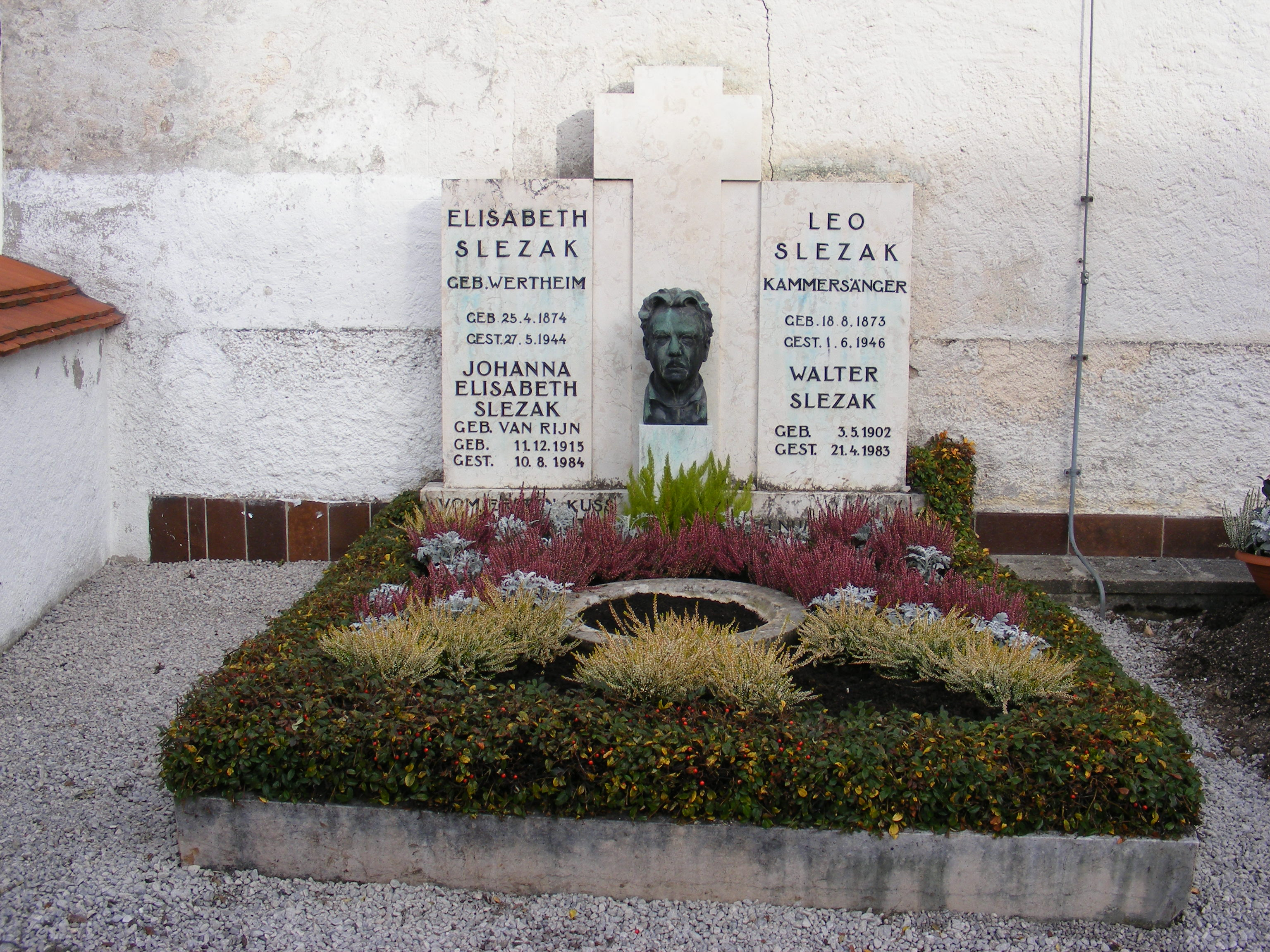
Grabstätte von Walter Slezak

Entmutigt von den vielen Krankheiten, beging Walter Slezak kurz vor seinem 81. Geburtstag Suizid. Seine Grabstelle befindet sich auf dem Friedhof Rottach-Egern.

## Familie
Walter Slezaks Mutter Elisabeth (geborene Wertheim) war die Schwester von Margarethe Schlesinger (geborene Wertheim), die mit dem Wiener Juristen Ernst Schlesinger verheiratet war. Ernst Schlesinger, der Leo Slezak zumindest seit 1906 juristisch vertrat, war ein Onkel des Filmregisseurs Fritz Lang, weshalb Walter Slezak mit dem Wiener Filmpionier Lang verwandt war.

## Filmografie (Auswahl)
- 1922: Sodom und Gomorrha (Sodom and Gomorrha)
- 1924: Michael
- 1924: Mein Leopold
- 1925: O alte Burschenherrlichkeit
- 1926: Marccos tollste Wette
- 1926: Die Wacht am Rhein
- 1926: Der Seekadett
- 1927: Das war in Heidelberg in blauer Sommernacht
- 1927: Liebe geht seltsame Wege
- 1927: Die Lorelei
- 1927: Blutende Herzen (Addio Giovinezza!)
- 1927: Die große Pause
- 1927: Almenrausch und Edelweiß
- 1928: Ledige Mütter
- 1929: Eros in Ketten
- 1932: Spione im Savoy-Hotel
- 1942: Es waren einmal Flitterwochen (Once Upon a Honeymoon)
- 1943: Dies ist mein Land (This Land Is Mine)
- 1943: The Fallen Sparrow
- 1944: Das Rettungsboot (Lifeboat)
- 1944: Step Lively
- 1944: Das Korsarenschiff (The Princess and the Pirate)
- 1945: Die Seeteufel von Cartagena (The Spanish Main)
- 1945: Cornered
- 1947: Sindbad der Seefahrer (Sinbad the Sailor)
- 1947: Born To Kill
- 1948: Der Pirat (The Pirate)
- 1949: Die sündige Stadt (The Inspector General)
- 1950: Der Unglücksrabe (The Yellow Cab Man)
- 1950: Abbott und Costello als Legionäre (Abbott and Costello in the Foreign Legion)
- 1951: Bedtime for Bonzo
- 1951: People Will Talk
- 1953: Madame macht Geschichte(n) (Call Me Madam)
- 1953: Weiße Frau am Kongo (White Witch Doctor)
- 1957: 10.000 Schlafzimmer (Ten Thousend Bedrooms)
- 1957: Pinocchio (Fernsehfilm)
- 1959: Die Madonna mit den zwei Gesichtern (The Miracle)
- 1961: Happy End im September (Come September)
- 1962: Die Wunderwelt der Gebrüder Grimm (The wonderful world of the Brothers Grimm)
- 1963: Tausend Meilen Staub (Rawhide, Fernsehserie, Folge 5x26)
- 1963: 77 Sunset Strip (Fernsehserie, 4 Folge)
- 1964: Küß mich mit Musik (Wonderful Life)
- 1964: Emil und die Detektive (Emil and the Detectives)
- 1965: In Beirut sind die Nächte lang (24 Hours to Kill)
- 1965: Ein Appartement für drei (A Very Special Favor)
- 1966: Der Kongreß amüsiert sich
- 1966: Batman (Fernsehserie, 2 Folgen)
- 1967: Die Bankräuberbande (The Caper of the Golden Bulls)
- 1967: Tennisschläger und Kanonen (I Spy, Fernsehserie, Folge 3x01)
- 1968: Heidi kehrt heim (Heidi, Fernsehfilm)
- 1970: The Juggler of Notre Dame
- 1971: Black Beauty
- 1972: Es war einmal ein Winterabend (Once Upon a Winter’s Eve, Fernsehfilm)
- 1972: Die Schatzinsel (Treasure Island)
- 1979: The Mysterious House of Dr. C.
- 1980: Love Boat (The Love Boat, Fernsehserie, 2 Folgen)